# 永宁州 (桂林府)
永宁州，明朝时设置的州。
明穆宗隆庆五年（1571年）明朝升古田县置永宁州，隶属于广西承宣布政使司桂林府，下辖永福县、义宁县。治所在今广西壮族自治区永福县西北百寿镇。明朝郭子章《郡县释名·广西卷》记载，永宁州是“永永安宁之义”。辖境相当今广西永福县及临桂县部分地区。清朝沿置，为不辖县的散州。1913年，废永宁州改为永宁县。